# سرباز خوب
سرباز خوب (انگلیسی: The Good Soldier) رمانی است اثر فورد مادوکس فورد که در ۱۹۱۵ منتشر شده‌است. این رمان، از یک سری فلاش‌بک با نظمی غیرزمانی بهره می‌برد. این تکنیک بخشی از نمای پیشگامانه فورد در امپرسیونیسم ادبی است. فورد همین‌طور از راوی غیرقابل اعتماد بهره می‌گیرد تا سیری از حوادث از جانب راوی، نقل شود که با آنچه خواننده از متن درمی‌یابد، به‌کلی متفاوت است. عنوان اصلی کتاب ابتدا، غم‌انگیزترین داستان بود اما پس از آغاز جنگ جهانی اول، ناشران از فورد خواستند تا عنوانش را تغییر دهد و او نام سرباز خوب را برای آن برگزید. این کتاب به صورت متناوب در میان برترین آثار سده بیستم قرار گرفته‌است. از جمله فهرست ۱۰۰ رمان برتر کتابخانه مدرن، ۱۰۰ رمان برتر تمام دوران‌ها به انتخاب آبزرور، و هزار رمانی که همه باید بخوانند به انتخاب گاردین. در سال ۲۰۱۵، بی‌بی‌سی سرباز خوب را در فهرست ۱۰۰ رمان برتر بریتانیایی، در رتبه ۱۳ معرفی کرد.
این کتاب با دوترجمه به زبان فارسی موجود است:
1. سرباز خوب، با ترجمه ابراهیم یونسی از انتشارات معین (۱۳۸۵) و
2. یک سرباز خوب با ترجمه زهرا نصراللهی از نشر نون (۱۳۹۴).[۵]